# WWHL 2005/06
Die Saison 2005/06 war die zweite Spielzeit der Western Women’s Hockey League (WWHL), einer der beiden höchsten kanadischen Spielklassen im Fraueneishockey in den westlichen Provinzen Alberta und British Columbia. Die Calgary Oval X-Treme dominierten die Saison, blieben im gesamten Saisonverlauf ungeschlagen und besiegten im Meisterschaftsfinale die Minnesota Whitecaps mit 3:2. Damit sicherten sie sich den zweiten Meistertitel in Folge in der WWHL.
Aufgrund der Austragung der Olympischen Winterspiele 2006 im italienischen Turin fand ein Großteil der Saison ohne die heimischen Topspielerinnen des Vorjahrs statt, da sich diese mit ihren jeweiligen Eishockeyverbänden Hockey Canada oder USA Hockey außerhalb des Spielbetriebs in einem gesonderten Vorbereitungsprogramm auf das olympische Eishockeyturnier befanden.

## Teilnehmer
An der zweiten Austragung der WWHL nahmen insgesamt fünf Mannschaften aus den Provinzen Alberta, Saskatchewan und British Columbia teil, hinzu kam mit den Minnesota Whitecaps ein Team aus den Vereinigten Staaten.
| Team                      | Standort                  | Gründung | Spielstätte            |
| ------------------------- | ------------------------- | -------- | ---------------------- |
| British Columbia Breakers | Langley, British Columbia | 2004     | verschiedene           |
| Calgary Oval X-Treme      | Calgary, Alberta          | 1995     | Olympic Oval           |
| Edmonton Chimos           | Edmonton, Alberta         | 1973     | River Cree Twin Arenas |
| Saskatchewan Prairie Ice  | Lumsden, Saskatchewan     | 2003     | verschiedene           |
| Minnesota Whitecaps       | Minnesota & Saint Paul    | 2004     | verschiedene           |

## Reguläre Saison
Die reguläre Saison begann am 1. Oktober 2005 und endete am 26. Februar 2006. Insgesamt absolvierte jede Mannschaft 24 Spiele, wobei die Zwei-Punkt-Regel zur Anwendung kam.

### Tabelle
| Pl. | Mannschaft                | Sp | S  | U | N  | Tore    | Punkte |
| --- | ------------------------- | -- | -- | - | -- | ------- | ------ |
| 1.  | Calgary Oval X-Treme      | 24 | 22 | 2 | 0  | 126:043 | 46     |
| 2.  | Edmonton Chimos           | 24 | 16 | 3 | 5  | 102:047 | 35     |
| 3.  | Minnesota Whitecaps       | 24 | 11 | 5 | 8  | 079:065 | 27     |
| 4.  | Saskatchewan Prairie Ice  | 24 | 4  | 4 | 16 | 049:114 | 12     |
| 5.  | British Columbia Breakers | 24 | 0  | 3 | 21 | 040:127 | 3      |

Abkürzungen: Pl. = Platz, Sp = Spiele, S = Siege, U = Unentschieden, N = Niederlagen

Erläuterungen: Für das Finalturnier qualifiziert

### Statistik

#### Beste Scorerinnen
Quelle: esportsdesk.com; Abkürzungen: Sp = Spiele, T = Tore, V = Assists, Pkt = Punkte, SM = Strafminuten; Fett: Saisonbestwert
| Spieler            | Mannschaft | Sp | T  | V  | Pkt | SM |
| ------------------ | ---------- | -- | -- | -- | --- | -- |
| Rebecca Russell    | Calgary    | 22 | 20 | 30 | 50  | 8  |
| Meagan Walton      | Calgary    | 24 | 18 | 24 | 42  | 2  |
| Danielle Bourgeois | Edmonton   | 20 | 26 | 11 | 37  | 4  |
| Heather Logan      | Calgary    | 22 | 21 | 15 | 36  | 14 |
| Tricia Dunn-Luoma  | Minnesota  | 24 | 22 | 13 | 35  | 28 |
| Kaley Hall         | Calgary    | 21 | 12 | 17 | 29  | 42 |
| Chantal Larocque   | Calgary    | 23 | 10 | 19 | 29  | 20 |
| Tristan Desmet     | Calgary    | 24 | 12 | 15 | 27  | 24 |

#### Beste Torhüterinnen
Quelle: esportsdesk.com; Abkürzungen: Sp = Spiele, Min = Eiszeit (in Minuten), S = Siege, U = Unentschieden, N = Niederlagen, GT = Gegentore, SO = Shutouts, GTS = Gegentorschnitt, SVS = Gehalten Schüsse, Sv% = Fangquote; Fett: Saisonbestwert
| Spieler            | Mannschaft       | Sp | Min  | S | U | N  | GT | GTS  | SaT | SVS | Sv%  | SO |
| ------------------ | ---------------- | -- | ---- | - | - | -- | -- | ---- | --- | --- | ---- | -- |
| Amanda Tapp        | Calgary          | 10 | 571  | 9 | 1 | 0  | 11 | 1,16 | 260 | 249 | 95,8 | 3  |
| Lara Smart         | Edmonton         | 8  | 487  | 5 | 1 | 1  | 12 | 1,48 | 183 | 171 | 93,4 | 2  |
| Ali Houston        | Edmonton         | 7  | 425  | 4 | 1 | 1  | 11 | 1,55 | 155 | 144 | 92,9 | 1  |
| Sanya Sandahl      | Minnesota        | 7  | 368  | 1 | 3 | 1  | 11 | 1,79 | 195 | 184 | 94,4 | 0  |
| Megan van Beusekom | Minnesota        | 8  | 377  | 3 | 0 | 3  | 12 | 1,91 | 159 | 147 | 92,5 | 2  |
| Keely Brown        | Edmonton         | 7  | 425  | 4 | 1 | 1  | 17 | 2,40 | 185 | 168 | 90,8 | 0  |
| Robin Petkau       | Saskatchewan     | 14 | 834  | 3 | 1 | 7  | 50 | 3,59 | 469 | 419 | 89,3 | 0  |
| Jennifer Price     | British Columbia | 21 | 1188 | 0 | 1 | 11 | 89 | 4,49 | 983 | 894 | 90,9 | 0  |
| Hilary Talbot      | British Columbia | 8  | 265  | 0 | 0 | 2  | 37 | 8,38 | 213 | 176 | 82,6 | 0  |

## Finalturnier
Das Finalturnier der WWHL wurde vom 3. bis 5. März 2006 an drei Spielorten in Saskatchewan – Lumsden, Balgonie und Southey – ausgetragen. Das Format für die Meisterschaft wurde von einer Meisterrunde mit drei Teilnehmern zu einer Vorrunde mit vier Mannschaften geändert, um das gastgebende Team im Finalturnier zu berücksichtigen.
Am ersten Turniertag trafen zunächst die beiden punktbesten Teams der regulären Saison auf die beiden schlechteren. Dabei spielte der Erste gegen den Vierten und der Zweite gegen den Dritten. Am zweiten Turniertag bestritten die beiden Sieger dann ein weiteres Spiel gegen die andere unterlegene Mannschaft des Vortags.

### Vorrunde
| 3. März 2006 20:00 Uhr (Ortszeit) | Calgary Oval X-Treme | 6:1 (1:1, 3:0, 2:0) Spielbericht | Saskatchewan Prairie Ice | Lumsden Arena, Lumsden Zuschauer: 312 |

| 3. März 2006 20:00 Uhr | Edmonton Chimos | 1:3 (0:0, 1:2, 0:1) Spielbericht | Minnesota Whitecaps | Southey Arena, Southey Zuschauer: 110 |

| 4. März 2006 20:00 Uhr | Calgary Oval X-Treme | 7:2 (2:1, 2:0, 3:1) Spielbericht | Edmonton Chimos | Balgonie Arena, Balgonie Zuschauer: 102 |

| 4. März 2006 20:00 Uhr | Minnesota Whitecaps | 5:2 (2:0, 2:1, 1:1) Spielbericht | Saskatchewan Prairie Ice | Lumsden Arena, Lumsden Zuschauer: 120 |

### Finale
| 5. März 2006 13:00 Uhr (Ortszeit) | Calgary Oval X-Treme R. Reeve (10:05) T. Desmet (44:19) M. Walton (52:22) | 3:2 (1:1, 0:0, 2:1) Spielbericht | Minnesota Whitecaps C. Holldorf (4:13) B. White (56:54) | Lumsden Arena, Lumsden Zuschauer: 215 |

### WWHL-Champions-Cup-Sieger
| WWHL-Champions-Cup-Sieger Calgary Oval X-Treme | Torhüterinnen: Lyndsay Baird, Amanda Tapp Verteidigerinnen: Delaney Collins, Aspen Haynes, Jocelyn Larocque, Megan Miller, Stephanie Ramsay, Rayanne Reeve, Samantha Watt Angreiferinnen: Kathryn Davison, Tristan Desmet, Monica Dupuis, Laura Fridfinnson, Kaley Hall, Chantal Larocque, Heather Logan, Rebecca Russell, Sara Sharp, Meagan Walton Cheftrainer: Tomas Pacina |

### Statistik

#### Beste Scorerinnen
Abkürzungen: Sp = Spiele, T = Tore, V = Assists, Pkt = Punkte, SM = Strafminuten; Fett: Saisonbestwert
| Spieler           | Mannschaft | Sp | T | V | Pkt | SM |
| ----------------- | ---------- | -- | - | - | --- | -- |
| Carrie Holldorf   | Minnesota  | 3  | 4 | 3 | 7   | 0  |
| Tristan Desmet    | Calgary    | 3  | 3 | 3 | 6   | 0  |
| Tricia Dunn-Luoma | Minnesota  | 3  | 1 | 5 | 6   | 6  |
| Kaley Hall        | Calgary    | 3  | 3 | 1 | 4   | 0  |
| Meagan Walton     | Calgary    | 3  | 3 | 1 | 4   | 0  |
| Chantal Larocque  | Calgary    | 3  | 2 | 2 | 4   | 4  |
| Jocelyn Larocque  | Calgary    | 3  | 0 | 4 | 4   | 8  |

#### Beste Torhüterinnen
Abkürzungen: Sp = Spiele, Min = Eiszeit (in Minuten), S = Siege, U = Unentschieden, N = Niederlagen, GT = Gegentore, SO = Shutouts, GTS = Gegentorschnitt, SVS = Gehalten Schüsse, Sv% = Fangquote; Fett: Saisonbestwert
| Spieler            | Mannschaft   | Sp | Min | S | N | GT | GTS  | SaT | SVS | Sv%  | SO |
| ------------------ | ------------ | -- | --- | - | - | -- | ---- | --- | --- | ---- | -- |
| Amanda Tapp        | Calgary      | 3  | 180 | 3 | 0 | 5  | 1,67 | 70  | 65  | 92,9 | 0  |
| Megan van Beusekom | Minnesota    | 3  | 180 | 2 | 1 | 6  | 2,00 | 93  | 87  | 93,5 | 0  |
| Lara Smart         | Edmonton     | 1  | 60  | 0 | 1 | 3  | 3,00 | 39  | 36  | 92,3 | 0  |
| Robin Petkau       | Saskatchewan | 2  | 120 | 0 | 2 | 11 | 5,50 | 72  | 61  | 84,7 | 0  |

## Auszeichnungen
- Most Valuable Player: Danielle Bourgeois (Edmonton Chimos)[7]
- Defensive Player of the Year: Jennifer Price (British Columbia Breakers)
- Offensive Player of the Year: Jeni Creary (Minnesota Whitecaps)